# Geocrinia laevis
Geocrinia laevis es una especie de anfibio anuro de la familia Myobatrachidae.

## Distribución geográfica
Esta especie es endémica del sureste de Australia. Habita en el suroeste de Victoria, en el extremo sudeste de Australia Meridional, en King Island y en Tasmania.

## Descripción
El holotipo de Geocrinia laevis mide 28 mm. Esta especie tiene una cara dorsal marrón oliva manchada con pequeños puntos amarillos. Su superficie ventral está manchada con muchas manchas marrones.

## Etimología
Su nombre de especie, del latín laevis, "suave", le fue dado en referencia a su piel sin asperezas en el dorso como en el lado ventral.

## Publicación original
- Günther, 1864 : Third contribution to our knowledge of batrachians from Australia. Proceedings of the Zoological Society of London, vol. 1864, p. 46–49[6]